# Tornimäe (Pöide)
Tornimäe – wieś w Estonii, w prowincji Sarema, w gminie Pöide.